# Elias K. Owen
Pour les articles homonymes, voir Owen.
Elias Kane Owen (21 novembre 1834 - 8 avril 1877) était un capitaine de corvette (Lieutenant Commander) de la marine américaine (US Navy) pendant la guerre civile américaine.

## Biographie
Elias K. Owen est né le 21 novembre 1834 à Chicago, dans l'Illinois. En 1848, le député Abraham Lincoln de Springfield emmène Owen à Washington et le fait entrer à l'Académie navale des États-Unis, à l'âge de 14 ans, en tant qu'aspirant (Midshipman), le 7 décembre 1848. Diplômé le 15 juillet 1854, il est promu quartier-maître (Master) le 15 septembre 1855, lieutenant de vaisseau (lieutenant) le 16 septembre 1855, capitaine de corvette (Lieutenant Commander) le 16 juillet 1862 et capitaine de frégate (Commander ) le 25 juillet 1866. 
Pendant la guerre de Sécession, il sert dans l'escadron du Mississippi (Mississippi Squadron), commandant l'USS Louisville et une division de l'escadre de l'amiral (Admiral) David Porter. 
Après la guerre civile, il commande le sloop à vapeur Seminole au Panama, de 1868 à 1869. 
Il prend sa retraite le 9 juin 1876 et meurt le 8 avril 1877 à Kaskaskia, dans l'Illinois.

## Hommage
L'US Navy a nommé, en son honneur, un destroyer de la classe Fletcher ayant servi pendant la Seconde Guerre mondiale et la guerre de Corée: l'USS Owen (DD-536).

## Source
- (en) Cet article est partiellement ou en totalité issu de l’article de Wikipédia en anglais intitulé « USS Owen » (voir la liste des auteurs).